# Albert Mengue
Albert Mengue Ayissi (* 18. April 1999) ist ein Boxer aus Kamerun.

## Boxkarriere
Bei den Afrikaspielen 2019 in Rabat verlor er gegen den späteren Goldmedaillengewinner Merven Clair aus Mauritius.
Nach dem Gewinn der afrikanischen Olympiaqualifikation 2020 in Dakar nahm er an den 2021 in Tokio ausgetragenen Olympischen Spielen 2020 teil. Dort besiegte er in der Vorrunde Thabiso Dlamini aus Eswatini, ehe er im Achtelfinale gegen den Iren Aidan Walsh ausschied. Darüber hinaus war er, zusammen mit dem Ringer Joseph Essombe, Fahnenträger seiner Nation bei der Eröffnungszeremonie.
Bei der Weltmeisterschaft 2021 in Belgrad unterlag er in der Vorrunde des Halbmittelgewichts gegen den Deutschen Magomed Schachidow und bei den Commonwealth Games 2022 in Birmingham im Achtelfinale gegen Tiago Muxanga aus Mosambik.
Bei der Weltmeisterschaft 2023 in Taschkent schied er im Achtelfinale gegen Nidal Foqahaa aus.